# Paul Poisson
Pour les articles homonymes, voir Poisson (homonymie).
Paul Poisson, né en 1658 à Paris et mort à Saint-Germain-en-Laye le 28 décembre 1735, est un acteur français.

## Biographie
Fils de l’acteur Belleroche, il succède à son père, en 1686, dans l’emploi des Crispin et s’y fait également une grande réputation. En 1711, il quitte une première fois le théâtre, y rentre en 1715 et prend sa retraite en 1724.
Paul Poisson, marié à Marie Angélique Gassot actrice (1658-1756),  est le père des acteurs Philippe Poisson et François-Arnoul Poisson de Roinville, ainsi que de l’écrivaine Madeleine-Angélique de Gomez.
Il meurt à l'hôtel de Gesvres au no 23 rue Neuve-Saint-Augustin, dont il est alors locataire.

## Télévision
Dans la série télévisée Les Aventures du jeune Voltaire de 2021, il est joué par Daniel Hanssens.